# 라브도돈
라브도돈(Rhabdodon)는 중생대 백악기 후기(약 8,500만년 전~7,000만년 전), 오늘날 유럽에서 서식한 2족보행의 초식공룡이다. 조반목-족가아목-라브도돈과에 속하는 종이다. 학명은 '막대모양의 이빨(fluted tooth)'이라는 의미를 갖고 있다. 화석은 프랑스, 스페인, 루마니아 등에 서 발견되었다. 전체 몸 길이는 약4m~5m, 높이 2m, 체중은 400kg~500kg정도 되었을 것으로 추정된다.